# Bison Pipeline
Bison Pipeline — трубопровід на північному заході США, споруджений для поставок природного газу з родовищ басейну Паудер-Рівер.
Газопровід, введений в експлуатацію у 2011 році, прямує з району Dead Horse (біля Gillette у штаті Вайомінг) на північний схід через Монтану та Північну Дакоту до місця врізки в систему Northern Border pipeline, яка забезпечує подальше транспортування ресурсу до регіону Великих Озер. Обидва трубопроводи знаходяться під контролем компанії TransCanada.
Загальна довжина Bison Pipeline складає 302 милі, діаметр труб 750 мм. Пропускна здатність газопроводу становить до 4,2 млрд м3 на рік. У випадку реалізації планів зі спорудження компресорних потужностей пропускна здатність має перевищити 10 млрд м3 на рік.